# مدينة أبيي

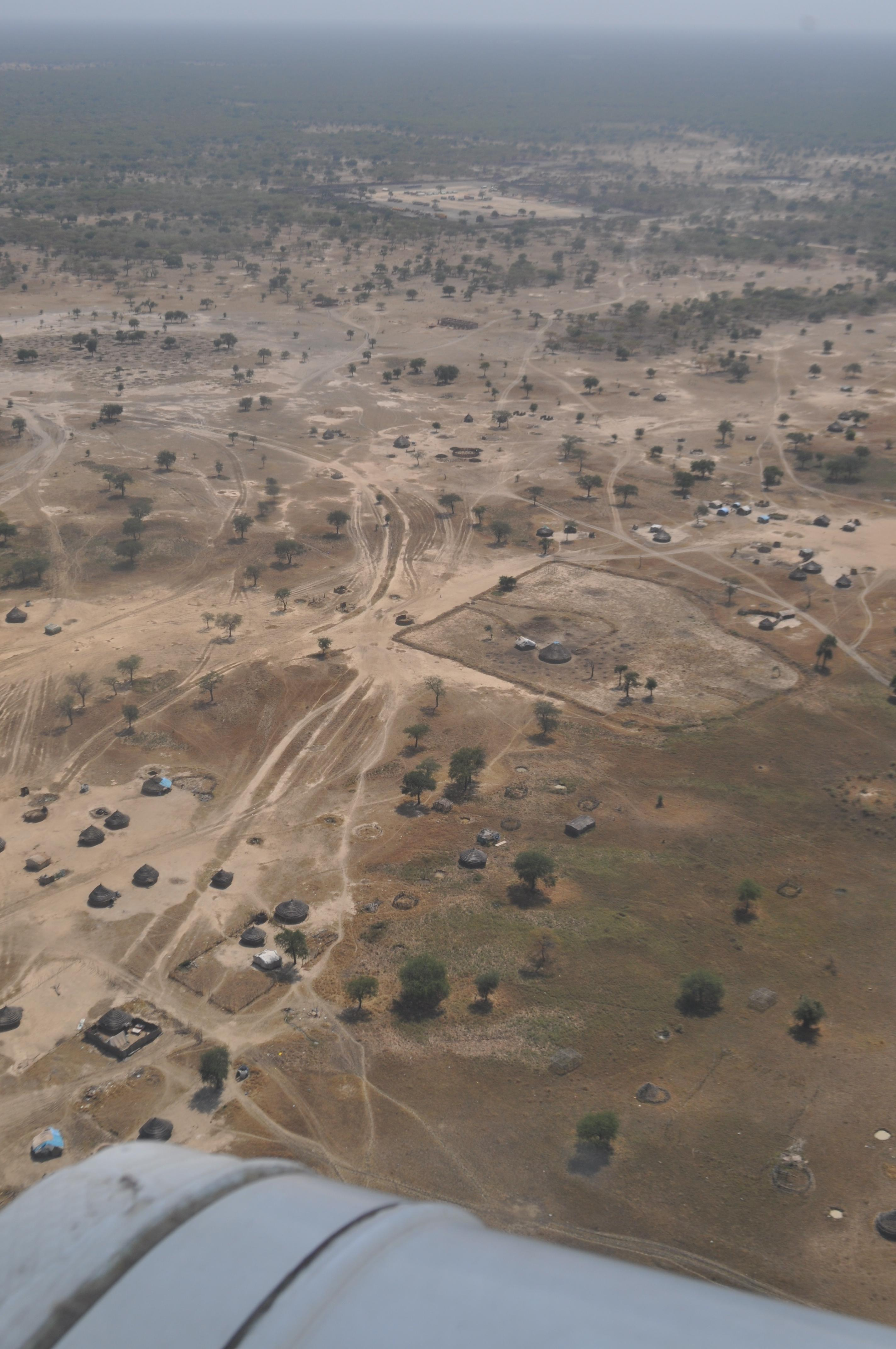
منظر جوي لبلدة أبيي وضواحيها ، عام 2009.

أبيي (بالإنجليزية: Abyei)‏ هي مدينة حدودية تقع حاليًا في منطقة أبيي ويختلف عليها السودان وجنوب السودان. قدرت الأمم المتحدة عدد سكان البلدة بحوالي 20,000 قبل أحداث مايو 2011.
تعتبر منطقة أبيي منطقة خصبة بالمنتجات النفطية، لذالك هي نقطة خلافية إقليمية متنازع عليها في انفصال عملية جنوب السودان في يوليو 2011. ,وهي الآن بيد حكومة جمهورية السودان.

## التاريخ

### الصراع عام 2008
تم تدمير مدينة أبيي بالكامل تقريبًا في مايو 2008 عندما تصاعدت التوترات بين جيش التحرير الشعبي السوداني والقوات المسلحة السودانية بعد أن عينت جنوب السودان مسؤولًا عن المنطقة، وهي الخطوة التي اعترضت عليها المسيرية.

### 2009
فر حوالي 50,000 من سكان مدينة أبيي، معظمهم من الدينكا جنوبًا إلى أجوك في جنوب السودان. منذ التوقيع على خارطة الطريق لعودة النازحين وتنفيذ بروتوكول أبيي في اتفاق السلام الشامل، أعيد بناء جزء كبير من المدينة بحلول منتصف عام 2009.

### 2011

#### استفتاء أبيي
الإستفتاء كان ما إذا كانت منطقة ومدينة أبيي ستبقى جزءًا من منطقة جنوب كردفان في شمال السودان أو تصبح جزءًا من منطقة بحر الغزال في جنوب السودان (جمهورية جنوب السودان)، سيتم تحديدها من خلال استفتاء محلي في عام 2011. تثير الخلافات حول العملية، والاستيلاء العنيف الأخير.

#### الاستيلاء
نجحت القوات المسلحة السودانية في 21 مايو 2011 بالاستيلاء على منطقة وبلدة أبيي. بعد أسبوع من الاستيلاء على صور الأقمار الصناعية تظهر أن الجيش السوداني أحرق ودمر حوالي ثلث جميع المباني المدنية في البلدة أثناء أعمال العنف. نزح عشرات الآلاف من المدنيين في منطقة أبيي، بما في ذلك ما يصل إلى 35,000 طفل، بسبب الهجوم. تم تقديم أدلة صور الأقمار الصناعية، التي تدعم ادعاء التطهير العرقي الذي ترعاه الدولة لكثير من بلدة ومنطقة أبيي المتنازع عليها، إلى المحكمة الجنائية الدولية ومجلس الأمن لتقييمها.

## المناخ
تتمتع أبيي بمناخ شبه جاف حار، يحدها مناخ السافانا الاستوائية تحت تصنيف مناخ كوبن. 
| البيانات المناخية لـمدينة أبيي    | البيانات المناخية لـمدينة أبيي | البيانات المناخية لـمدينة أبيي | البيانات المناخية لـمدينة أبيي | البيانات المناخية لـمدينة أبيي | البيانات المناخية لـمدينة أبيي | البيانات المناخية لـمدينة أبيي | البيانات المناخية لـمدينة أبيي | البيانات المناخية لـمدينة أبيي | البيانات المناخية لـمدينة أبيي | البيانات المناخية لـمدينة أبيي | البيانات المناخية لـمدينة أبيي | البيانات المناخية لـمدينة أبيي | البيانات المناخية لـمدينة أبيي |
| الشهر                             | يناير                          | فبراير                         | مارس                           | أبريل                          | مايو                           | يونيو                          | يوليو                          | أغسطس                          | سبتمبر                         | أكتوبر                         | نوفمبر                         | ديسمبر                         | المعدل السنوي                  |
| --------------------------------- | ------------------------------ | ------------------------------ | ------------------------------ | ------------------------------ | ------------------------------ | ------------------------------ | ------------------------------ | ------------------------------ | ------------------------------ | ------------------------------ | ------------------------------ | ------------------------------ | ------------------------------ |
| متوسط درجة الحرارة الكبرى °م (°ف) | 34.9 (94.8)                    | 36.3 (97.3)                    | 38.4 (101.1)                   | 38.8 (101.8)                   | 36.8 (98.2)                    | 34.1 (93.4)                    | 31.7 (89.1)                    | 31.2 (88.2)                    | 32.3 (90.1)                    | 33.9 (93.0)                    | 34.9 (94.8)                    | 34.6 (94.3)                    | 34.8 (94.7)                    |
| المتوسط اليومي °م (°ف)            | 25.9 (78.6)                    | 27.5 (81.5)                    | 29.9 (85.8)                    | 30.8 (87.4)                    | 30 (86)                        | 28.3 (82.9)                    | 26.7 (80.1)                    | 26.2 (79.2)                    | 26.8 (80.2)                    | 27.4 (81.3)                    | 27.1 (80.8)                    | 26 (79)                        | 27.7 (81.9)                    |
| متوسط درجة الحرارة الصغرى °م (°ف) | 17 (63)                        | 18.7 (65.7)                    | 21.5 (70.7)                    | 22.8 (73.0)                    | 23.3 (73.9)                    | 22.5 (72.5)                    | 21.8 (71.2)                    | 21.3 (70.3)                    | 21.4 (70.5)                    | 21 (70)                        | 19.4 (66.9)                    | 17.4 (63.3)                    | 20.7 (69.2)                    |
| الهطول مم (إنش)                   | 0 (0)                          | 0 (0)                          | 3 (0.1)                        | 17 (0.7)                       | 72 (2.8)                       | 124 (4.9)                      | 163 (6.4)                      | 185 (7.3)                      | 141 (5.6)                      | 58 (2.3)                       | 2 (0.1)                        | 0 (0)                          | 765 (30.2)                     |
| المصدر: Climate-Data.org          |                                |                                |                                |                                |                                |                                |                                |                                |                                |                                |                                |                                |                                |

## روابط خارجية
- لجنة أبيي